# 托马斯·比瑟姆
托马斯·比瑟姆（英語：Thomas Beetham，20世纪—），美国男子赛艇运动员。他曾代表美国参加1993年世界赛艇锦标赛，获得男子轻量级四人单桨无舵手金牌。